# Henrik Bruhn Kristensen
 Der er for få eller ingen kildehenvisninger i denne artikel, hvilket er et problem. Du kan hjælpe ved at angive troværdige kilder til de påstande, som fremføres i artiklen.

Henrik Bruhn Kristensen (født 9. juli 1972), som ofte blot kalder sig Henrik Bruhn, er en dansk stand-up-komiker og svindler. Han vandt DM i stand-up-comedy i 2003.

## Virksomhedsdrift og kritik
Udover at lave standup shows, har Bruhn tidligere drevet virksomhed. Denne drift har dog været genstand for diskussion på diverse diskussionsfora på internettet.[kilde mangler]
I 2007 blev der på TV 2 rejst kritik af Bruhn Kristensens forretningskoncepter, som lovede at man via brug af AdWords-kampanger kunne opnå hurtige økonomiske gevinster og høje timelønninger, hvis man købte adgang til et givent koncept og anvisningerne i forretningskonceptet. Ifølge tv-programmet var der ikke hold i løfterne, og kun ganske få personer kunne opnår de lovede gevinster.
Igen i 2022 var Henrik Bruhn igen i søgelyset i TV 2s program Det grænseløse bedrag. Det blev blandt andet afsløret at Bruhn Kristensen er involveret i og lagt stemme til det store bitcoin- og investeringssvindelprojekt kendt som "Den danske metode" 

## TV og Film
Henrik Bruhn Kristensen fik sin filmdebut i Erik Clausens film Ledsaget udgang der havde premiere i Danmark 12. januar 2007.
Bruhn Kristensen  lavede sammen med komikeren Anders Matthesen programserien Comedy Kuren, som blev sendt i efteråret 2008 på Kanal 5. Serien havde 12 afsnit hvor Henrik Bruhn bl.a. skulle tabe 90 kg, konfronteres med sin fortid og rydde skabet for skeletter, for at blive et bedre menneske og til sidst lave et one-man show om hele processen.
I 2020 lavede Pelle Lundberg podcasten Henrik Bruhn - En stor komikers fald, hvor Lundberg interviewede Bruhn om hans historie i 5 afsnit.